# Horreds landsfiskalsdistrikt
Horreds landsfiskalsdistrikt var 1918–1951 ett landsfiskalsdistrikt i Älvsborgs län, bildat som Kungsäters landsfiskalsdistrikt när Sveriges indelning i landsfiskalsdistrikt trädde i kraft den 1 januari 1918, enligt beslut den 7 september 1917. När Sveriges nya indelning i landsfiskalsdistrikt trädde i kraft den 1 oktober 1941 (enligt kungörelsen den 28 juni 1941) ändrades distriktets namn till Horreds landsfiskalsdistrikt. När Sveriges nya indelning i landsfiskalsdistrikt trädde i kraft den 1 januari 1952 (enligt kungörelsen 1 juni 1951) upplöstes distriktet och dess område uppgick i Skene landsfiskalsdistrikt.
Landsfiskalsdistriktet låg under länsstyrelsen i Älvsborgs län.

## Ingående områden
1 oktober 1941 och kommunerna Fotskäl, Surteby-Kattunga och Tostared tillfördes från Skene landsfiskalsdistrikt.

### Från 1918
Marks härad:
- Grimmareds landskommun
- Gunnarsjö landskommun
- Horreds landskommun
- Istorps landskommun
- Karl Gustavs landskommun
- Kungsäters landskommun
- Torestorps landskommun
- Älekulla landskommun
- Öxabäcks landskommun
- Öxnevalla landskommun

### Från 1 oktober 1941
Marks härad:
- Fotskäls landskommun
- Grimmareds landskommun
- Gunnarsjö landskommun
- Horreds landskommun
- Istorps landskommun
- Karl Gustavs landskommun
- Kungsäters landskommun
- Surteby-Kattunga landskommun
- Torestorps landskommun
- Tostareds landskommun
- Älekulla landskommun
- Öxabäcks landskommun
- Öxnevalla landskommun